# Riccardo Orsolini
Riccardo Orsolini (ur. 24 stycznia 1997 w Rotelli) – włoski piłkarz, występujący na pozycji pomocnika.

## Kariera klubowa
Treningi piłkarskie rozpoczął w wieku 4 lat w ASD Polisportiva Castignano, skąd w wieku 7 lat trafił do Ascoli Picchio FC 1898. W pierwszej drużynie tego klubu zadebiutował 2 kwietnia 2015 w zremisowanym 1:1 meczu z AS Pro Piacenza 1919. W styczniu 2017 podpisał czteroipółletni kontrakt z Juventusem i jednocześnie został wypożyczony na pół roku do swojego poprzedniego klubu. W lipcu tegoż roku został wypożyczony na dwa lata do Atalanty, jednakże już w styczniu 2018 wrócił do Juventusu i od razu został wypożyczony na półtora roku do Bologna FC z opcją wykupu. W czerwcu 2019 został wykupiony przez ten klub.

## Kariera reprezentacyjna
Młodzieżowy reprezentant Włoch w kadrach U-20 i U-21. W 2017 roku został królem strzelców mistrzostw świata U-20 z 5 golami, a Włosi zostali brązowymi medalistami tego turnieju po pokonaniu Urugwaju po rzutach karnych.
W pierwszej reprezentacji zadebiutował 18 listopada 2019 w wygranym 9:1 meczu z Armenią, w którym strzelił gola.

## Życie osobiste
Ma siostrę Morganę.

## Osiągnięcia
- MŚ U-20: brązowy medal (2017), król strzelców (2017)